# Jerzy Tuszowski

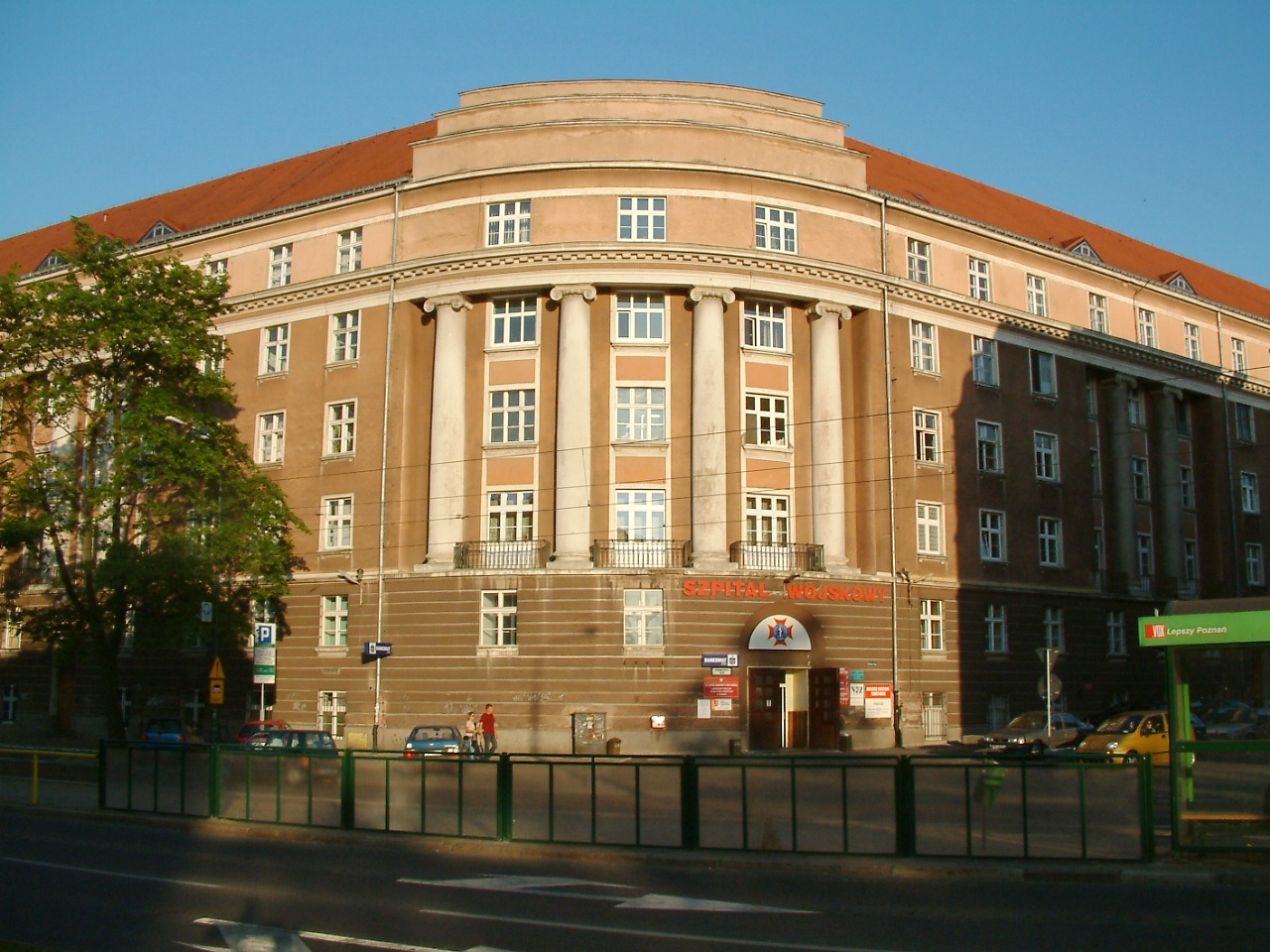
Dawny Hotel Polonia

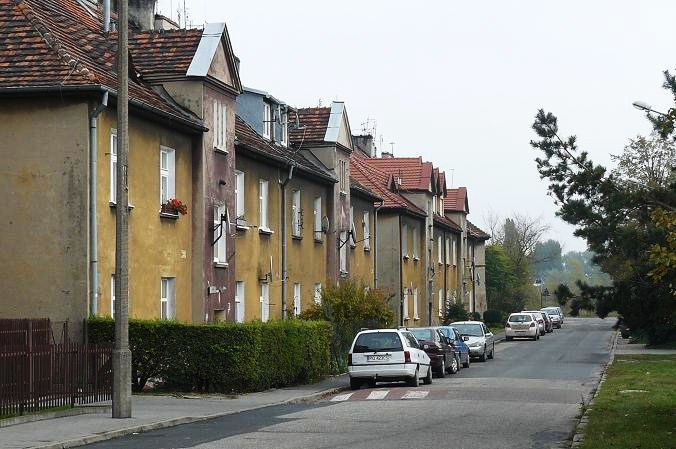
Osiedle socjalne na Zagórzu

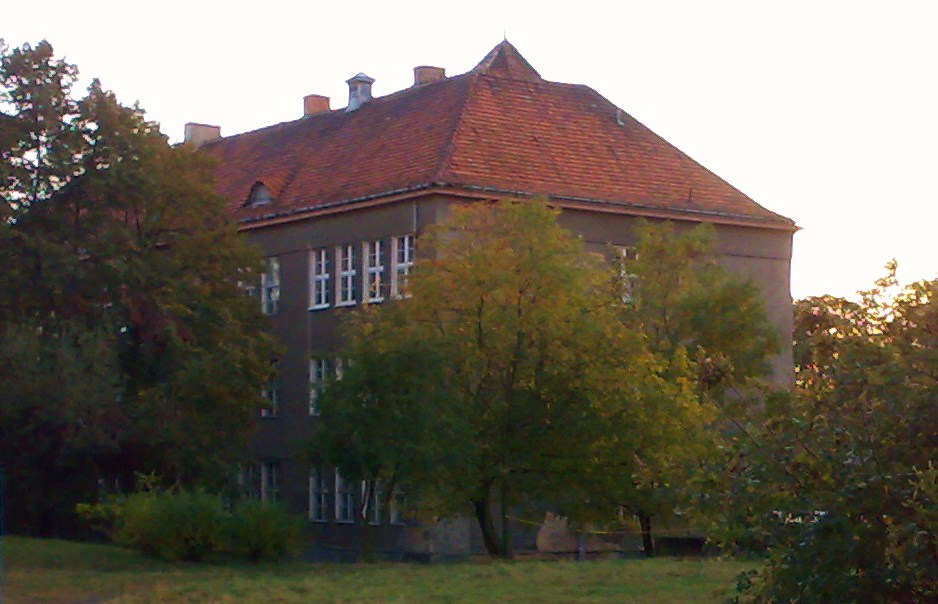
Szkoła na Boninie

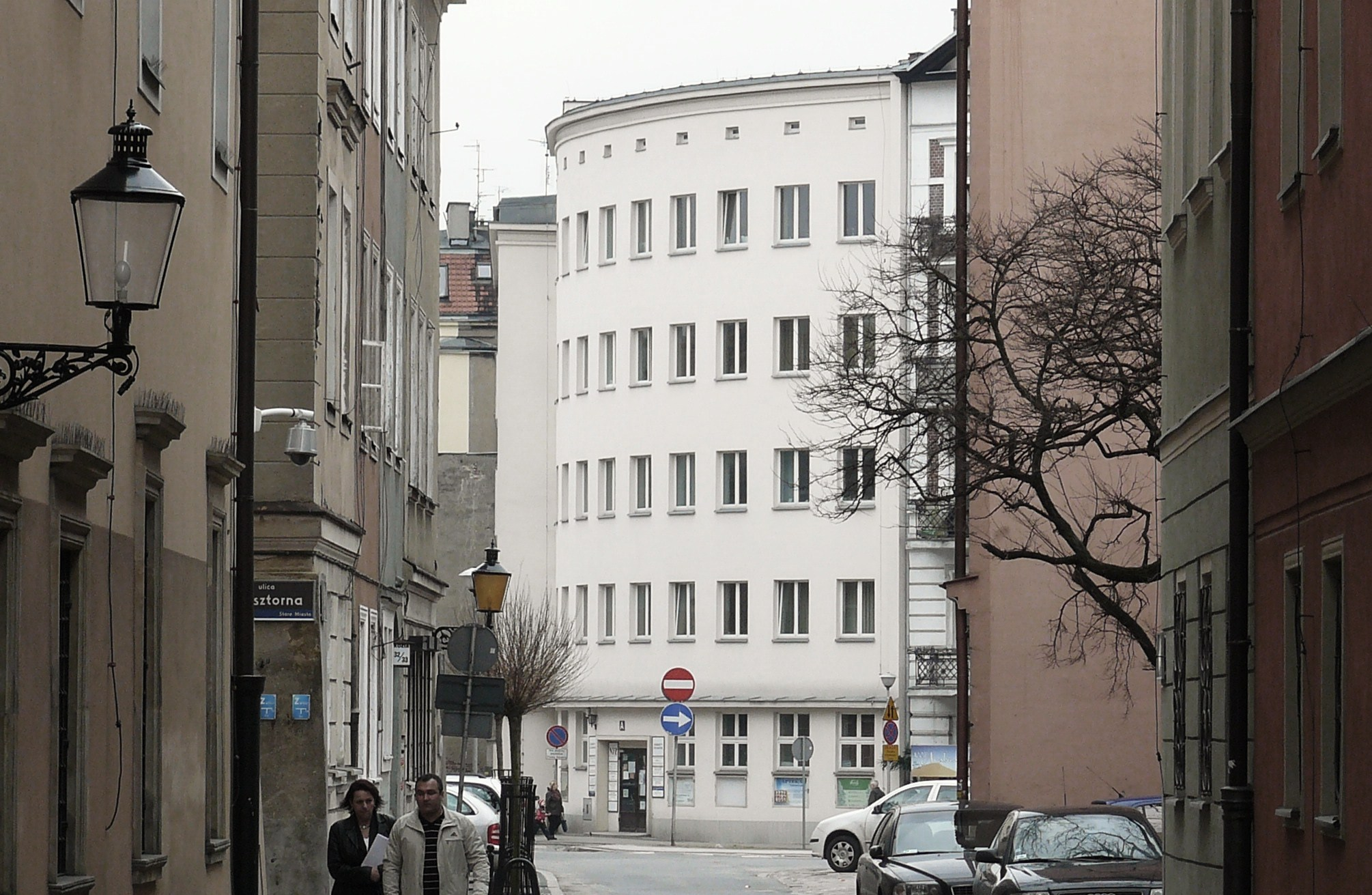
Ośrodek zdrowia na pl. Kolegiackim w Poznaniu

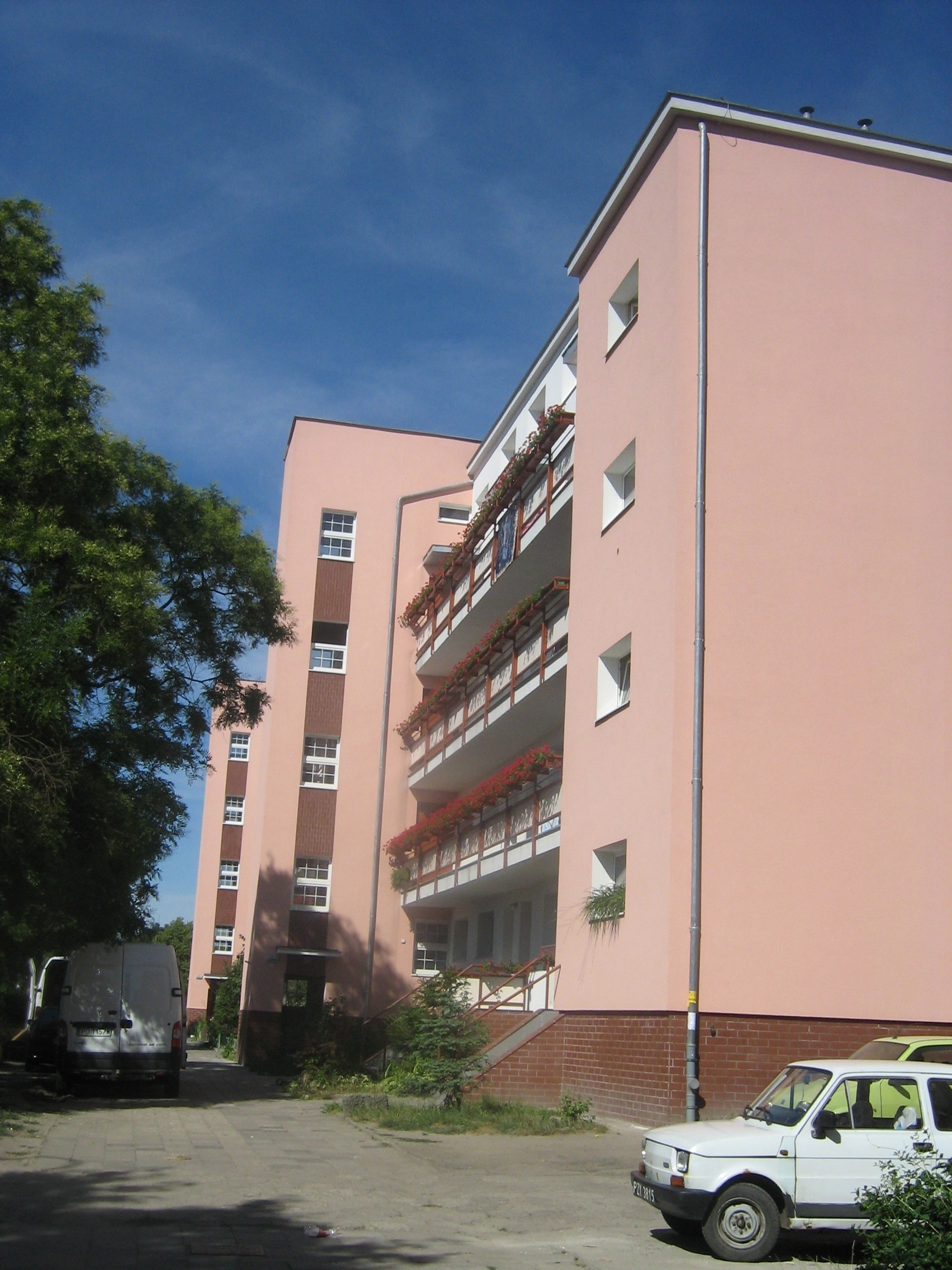
Osiedle galeriowców na Zawadach

Jerzy Bogdan Tuszowski (ur. 27 lipca 1885 w Łomży, zm. 13 marca 1964 w Poznaniu) – architekt i urbanista okresu międzywojennego w Poznaniu.

## Życiorys
Urodził się w rodzinie Franciszka i Zofii z Tuszewskich. W 1904 ukończył gimnazjum klasyczne w Łomży, następnie studia na Politechnice Lwowskiej. Podczas studiów był członkiem zarządu Bratniej Pomocy i stowarzyszenia „Życie” we Lwowie. W czasie I wojny światowej pracował przy odbudowie dróg i mostów, następnie w Centrali Krajowej dla Gospodarczej Odbudowy Galicji, oddział Lubaczów i Jarosław. W latach 1920–1924 pełnił funkcję architekta miejskiego w Gorlicach. W 1924 przeniósł się do Poznania i do 1939 pracował w Wydziale Budownictwa Naziemnego Zarządu Miejskiego w Poznaniu. W latach 1922–1929 członek Koła Architektów w Poznaniu, a od 1934 członek SARP. Od 1936 był wiceprezesem YMCA w Poznaniu. W październiku 1936 prezentował prace na wystawie Sztuka, kwiaty, wnętrze. Podczas okupacji hitlerowskiej zamieszkał w Łodzi. Po II wojnie światowej wrócił do Poznania i podjął ponownie pracę w Zarządzie Miejskim (1945–1952). Był członkiem Towarzystwa Miłośników Miasta Poznania.
Od 1952 pracował jako projektant Biura Studiów i Projektowania Komunalnego, a od 1955 do 1959 w Pracowni Urbanistycznej Wojewódzkiej Rady Narodowej w Poznaniu. Potem przeszedł na emeryturę.
Od 20 maja 1920 był mężem Elżbiety Krystyny Hendel.

## Charakterystyka postaci i twórczości
Architekt w początkowej fazie działalności stosował formy tradycyjne, klasyczne z użyciem skromnych dekoracji i łamanych dachów. Dopiero w 2. połowie lat 30. XX w. nawiązywać zaczął do idei modernistycznych. Tworzył głównie budynki i osiedla komunalne oraz miejskie, rzadziej wille. Większość spuścizny zachowała się do dzisiaj i znajduje się w dobrym stanie.
Prywatnie Jerzy Tuszowski był osobą bardzo kontaktową i wesołą, o czym często wspomina Władysław Czarnecki (architekt). Szybko zjednywał sobie sympatię współpracowników i rozmówców, co wpływało na atmosferę w pracy.

## Realizacje
Prawie pełna lista realizacji architektonicznych Jerzego Tuszowskiego:

### Poznań
- osiedle socjalne na Zagórzu (1924)
- dwa bloki przy ul. Wspólnej (1925)
- dom mieszkalny na Chwaliszewie, 7 mieszkań (1925–1926, rozebrany po II wojnie)
- dom dla Miejskiego Zakładu Światła i Wody, ul. Grobla 14, 9 mieszkań (1925–1926)
- dom w kwadracie ulic Półwiejska – Krakowska – Rybaki, 51 mieszkań (1925–1926)
- domy przy ul. Tokarskiej (1926–1927, wspólnie ze Stanisławem Kirkinem)
- osiedle robotnicze na Górczynie, 16 domów (1925–1926 i 1928–1929)
- dom na Forcie Radziwiłła (Zagórze), 16 mieszkań, nie zachowany (1926)
- dom dla osób samotnych na 130 miejsc przy ul. Rybaki (1927)
- dom w Dziecińcu pod Słońcem przy Drodze Dębińskiej (1927–1928)
- dom dla Rzeźni Miejskiej przy ul. Garbary – Grochowe Łąki, 23 mieszkania (1927–1928)
- szkoła na Boninie, podczas PeWuKi – schronisko turystyczne (1928–1929)
- dwa domy urzędnicze, 150 mieszkań, w kwadracie ulic Głogowska – Stablewskiego – Żeromskiego (Łazarz, 1928–1930)
- muszla koncertowa w Parku Wilsona (skrzydła z garderobami rozebrane po II wojnie, 1928)
- Hotel Polonia przy ul. Grunwaldzkiej (obecnie Specjalistyczny Szpital Kliniczny UM, 1929)
- projekt biurowca ZUS przy ul. Dąbrowskiego (wygrał Marian Andrzejewski, 1930)
- osiedle galeriowców na Zawadach (1934)
- osiedle galeriowców na Komandorii – autorstwo prawdopodobne (2. poł. lat 30. XX w.)
- szkoła 7-klasowa na Naramowicach (1935–1938)
- szkoła na Osiedlu Warszawskim (1936)
- Miejski Ośrodek Zdrowia przy Placu Kolegiackim (1937)
- szkoła na Dębcu (1939)
- łazienki rzeczne nad Wartą
- projekt osiedla szeregowego przy ul. Szamotulskiej (wygrał Wł. Czarnecki)
- szkoły na Jeżycach, Świerczewie i Głównej
- domy czteropiętrowe przy ul. Chełmońskiego (tzw. Johow-Gelände)
- domy mieszkalne przy ulicach: Poznańska, Kochanowskiego, Sienkiewicza, Głogowska/Potworowskiego, Różana, Botaniczna, Sienkiewicza/Asnyka, Gwarna 3 i 13, Głogowska/Strusia, Wielka 3, Matejki 7, Woźna, Prusa
- wille przy ulicach Marcelińskiej i Podkomorskiej (Marcelin)
- dom na Starym Rynku róg Zamkowej (nie zachowany)
- rozbudowa Szpitala Elżbietanek na ul. Łąkowej (Piaski)
- dom starców przy ul. Mostowej
- ochronki na Dębcu, Górczynie, przy ul. Rolnej i Łanowej
- gmach administracyjny Miejskich Zakładów Światła i Wody przy ul. Grobla 15 (wspólnie ze St. Kirkinem)
- biurowce dla Krajowej Ubezpieczalni od Ognia przy ul. Młyńskiej i 23 Lutego
- dom administracyjny i socjalny dla Poznańskich Zakładów Elektrycznych na Starołęce
- stacja awaryjna wodociągów miejskich pod Cytadelą (nieistniejąca)
- domy biurowo-mieszkalne i zajezdnia tramwajowa przy ul. Madalińskiego (Wilda)
- pawilony Powszechnej Wystawy Krajowej w 1929, następujących firm: Fuchs, Mazovia, Dzików & Zakrawiec, Fabryka Mystkowskiego, Goplana.

### Poza Poznaniem
- dom przy ul. Górnośląskiej 17 w Kaliszu
- magazyn nasienny w Kaliszu
- dom handlowy w Lipnie
- biurowiec Fabryki Papieru w Trzciance
- dom mieszkalny w Chodzieży
- willa dr Klebeckiego w Juracie
- willa w Krynicy
- trzy domy mieszklane w Bydgoszczy
- muszla koncertowa w Lublinie
- trzy domy mieszkalne w Toruniu – wspólnie ze St.Kirkinem
- trzy domy mieszkalne na Oksywiu